# Filain (Haute-Saône)
Filain település Franciaországban, Haute-Saône megyében. Lakosainak száma 219 fő (2022. január 1.). Filain Neurey-lès-la-Demie, Authoison, Dampierre-sur-Linotte, Échenoz-le-Sec, Vallerois-Lorioz, Vellefaux és Vy-lès-Filain községekkel határos.

## Népesség
A település népességének változása:
| Lakosok száma | 224  | 233  | 238  | 235  | 231  | 226  | 222  | 222  | 219  |
|               | 2013 | 2015 | 2016 | 2017 | 2018 | 2019 | 2020 | 2021 | 2022 |